# 스태퍼드셔 불 테리어

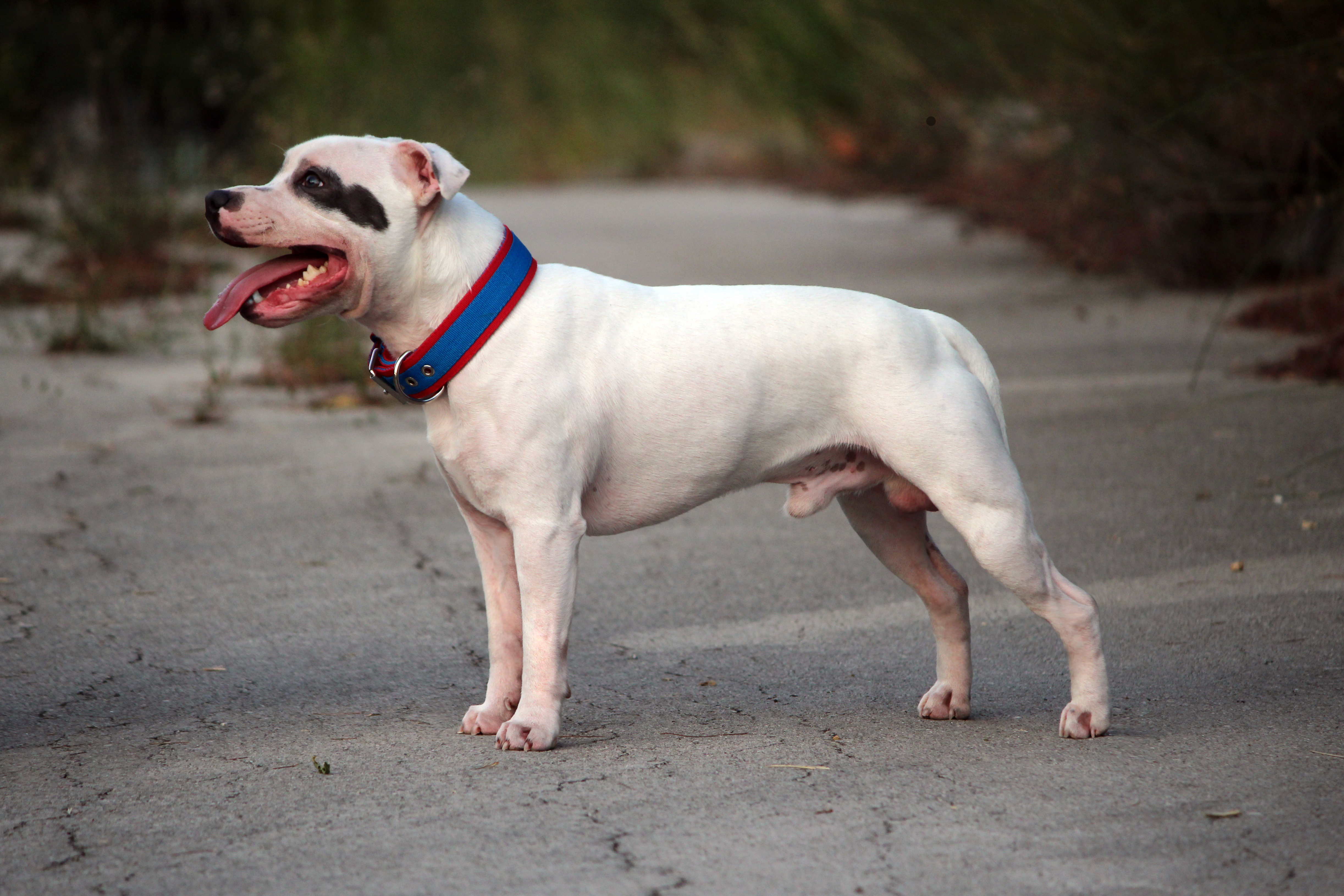
스태퍼드셔 불 테리어

스태퍼드셔 불 테리어(Staffordshire Bull Terrier) 또는 스태피(Staffie)는 잉글랜드 스태퍼드셔와 버밍엄 북부 지역의 기원이 되는, 털이 짧고 중간 크기의 견종이다. 이 종은 불독, 블랙 앤드 탠 테리어와의 교배를 통해 탄생하였다.

## 모습
스태퍼드셔 불 테리어는 근육이 있고 매우 튼튼한 중간 크기의 개로서, 어깨높이로 36~41센티미터이고 몸무게는 13~17 킬로그램, 암컷의 경우 11~15 킬로그램에 달한다.

## 사진

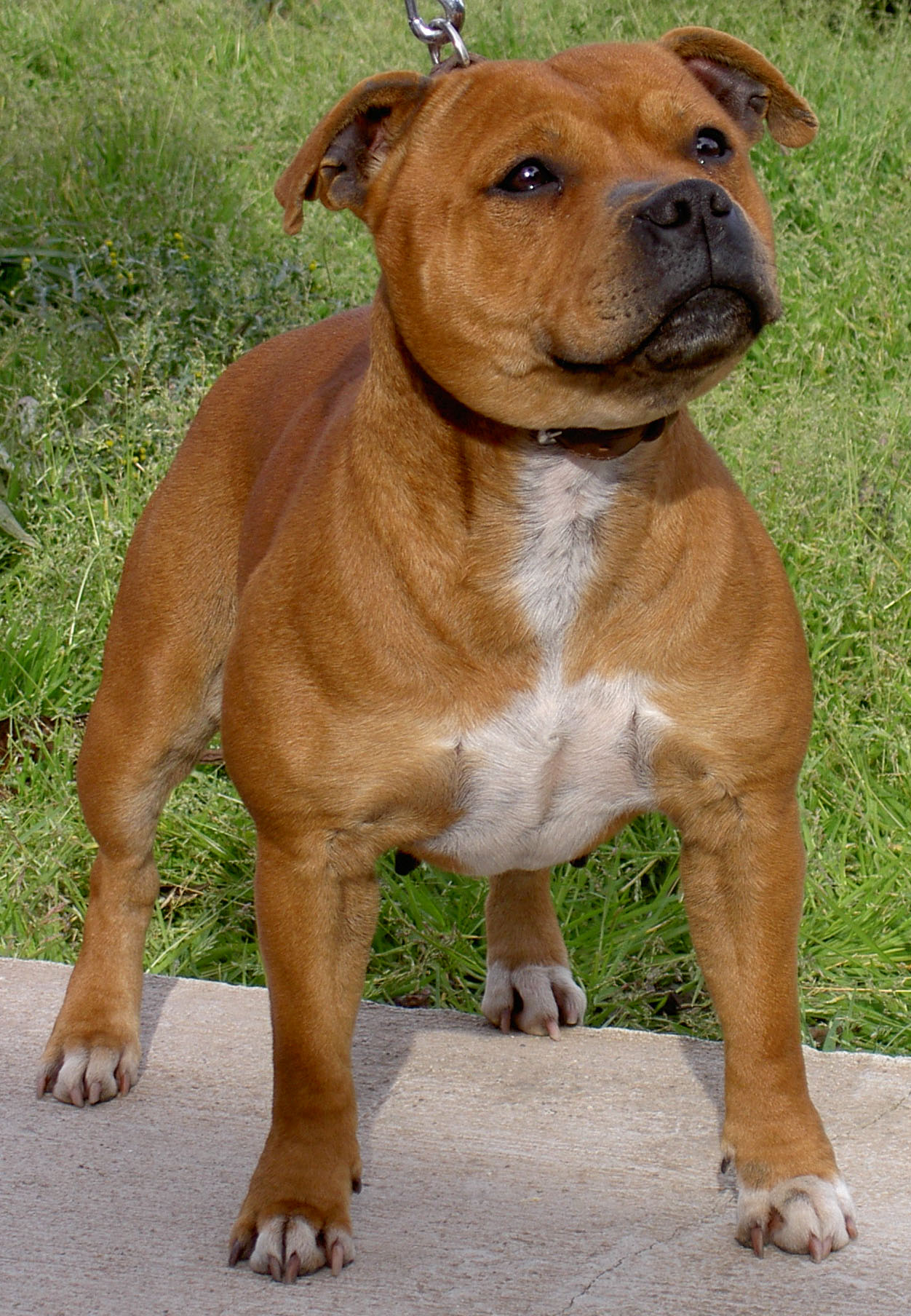
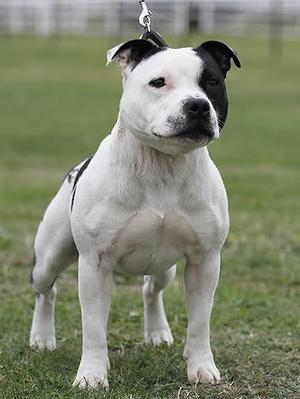
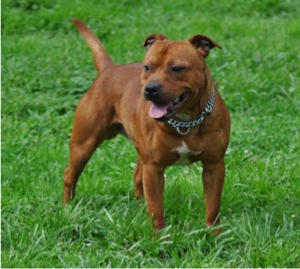
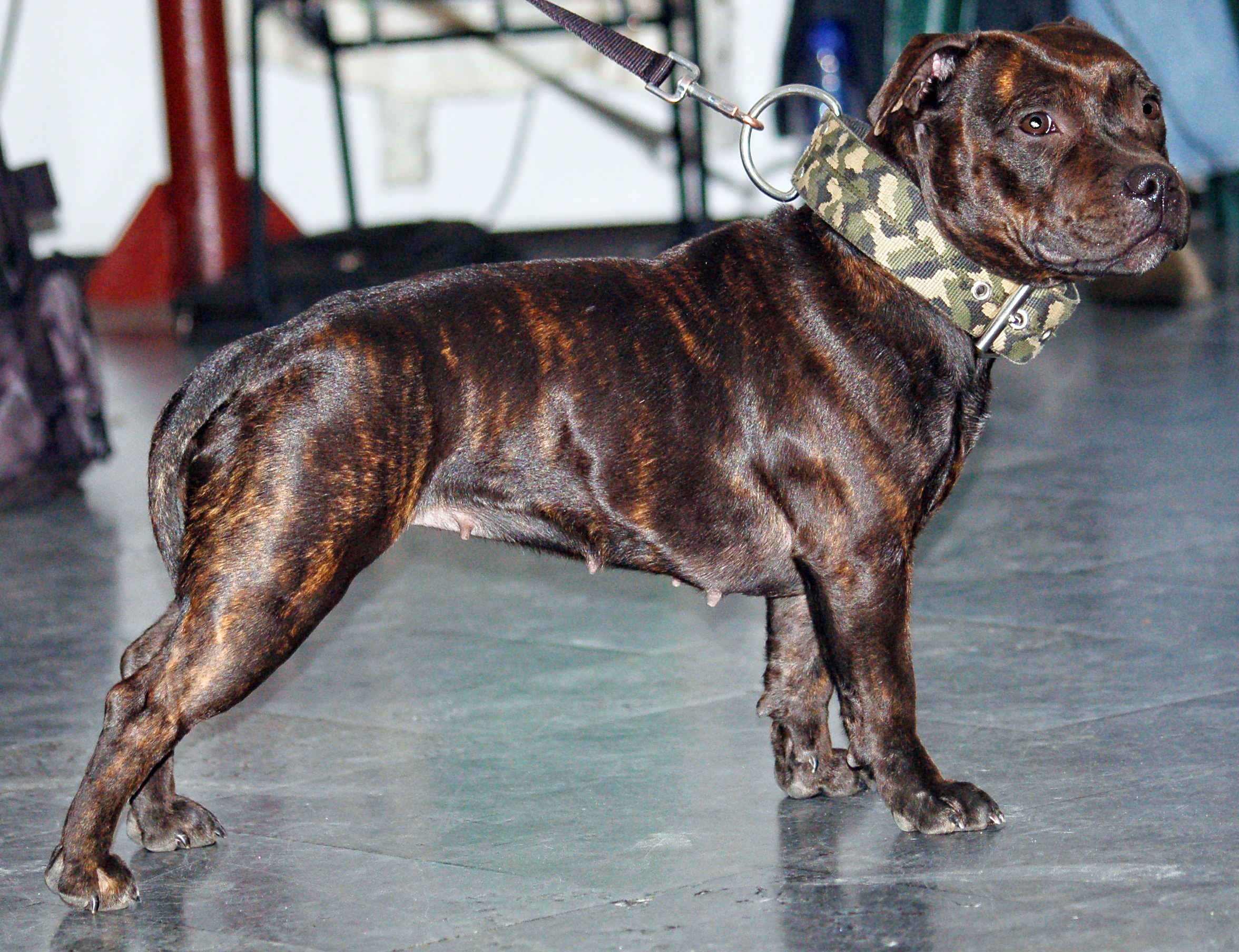
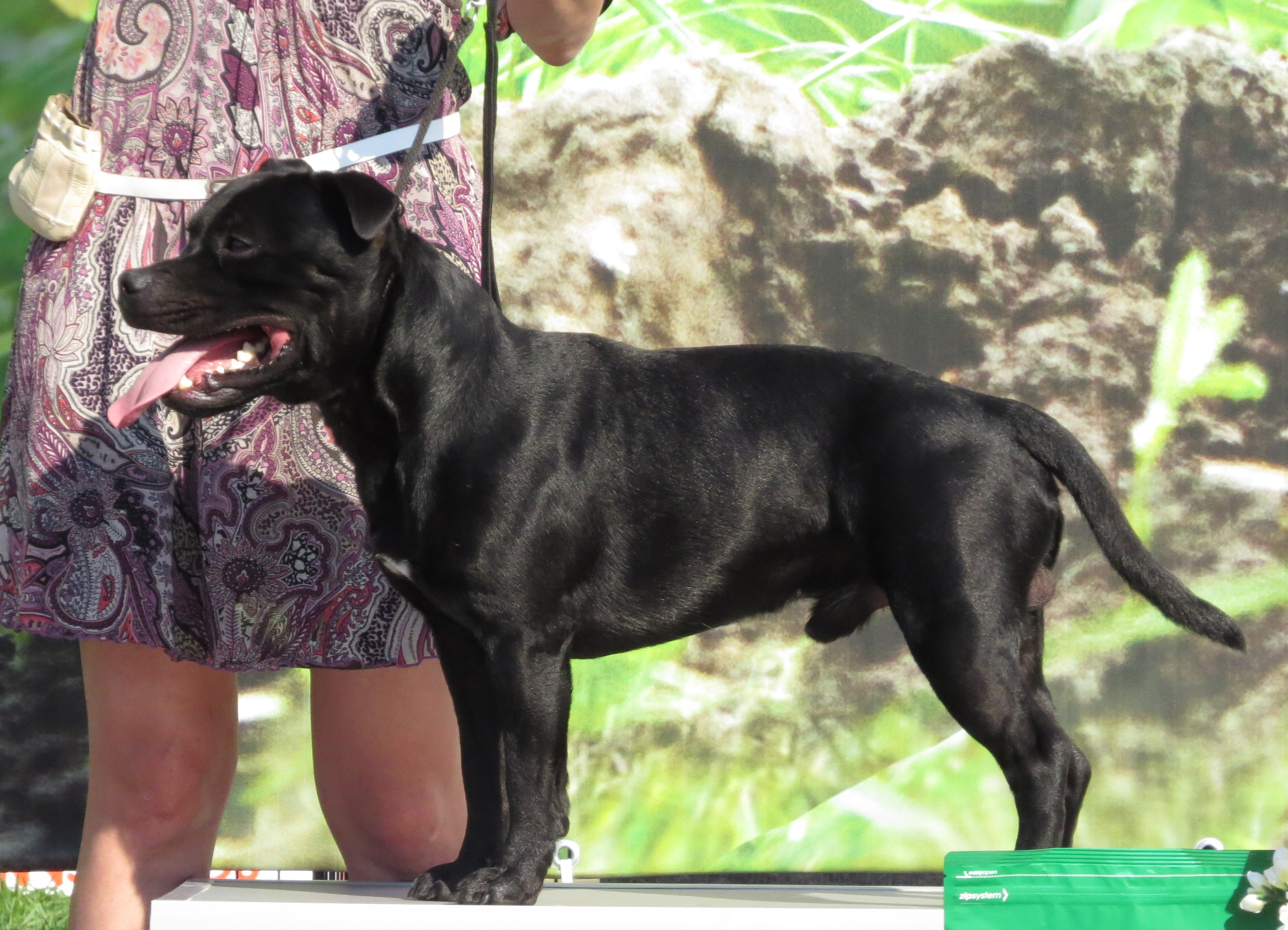
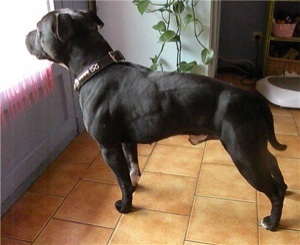
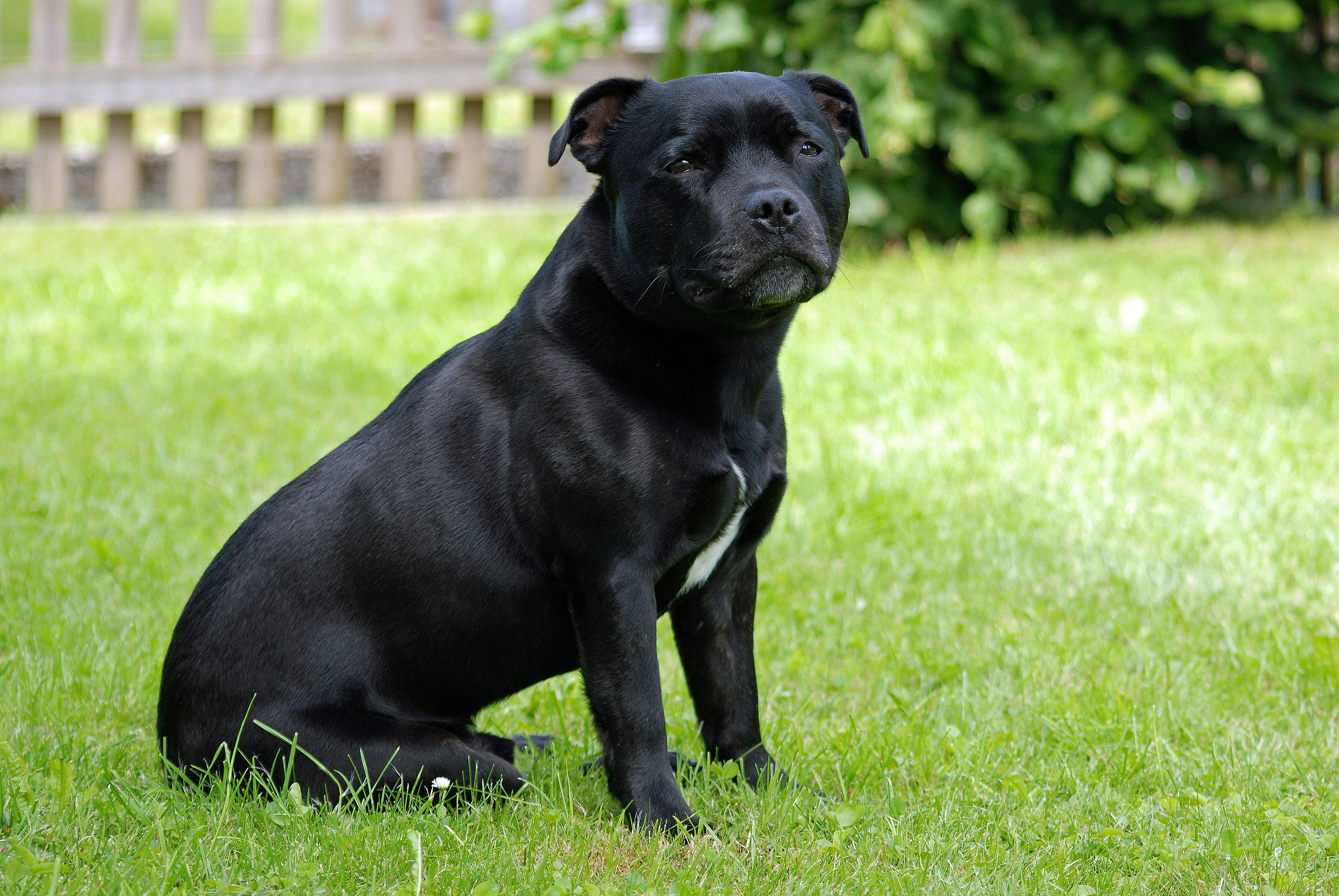
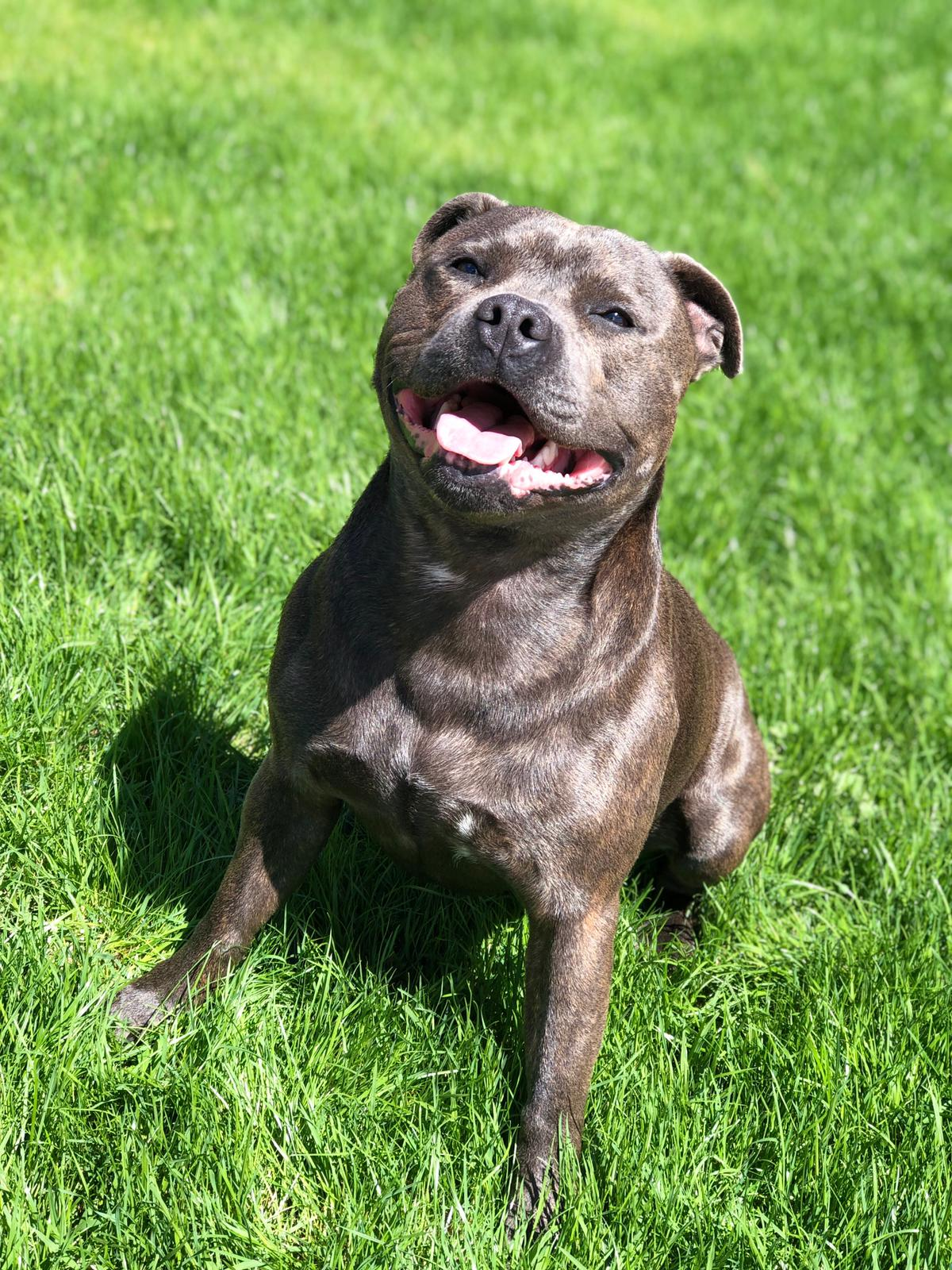
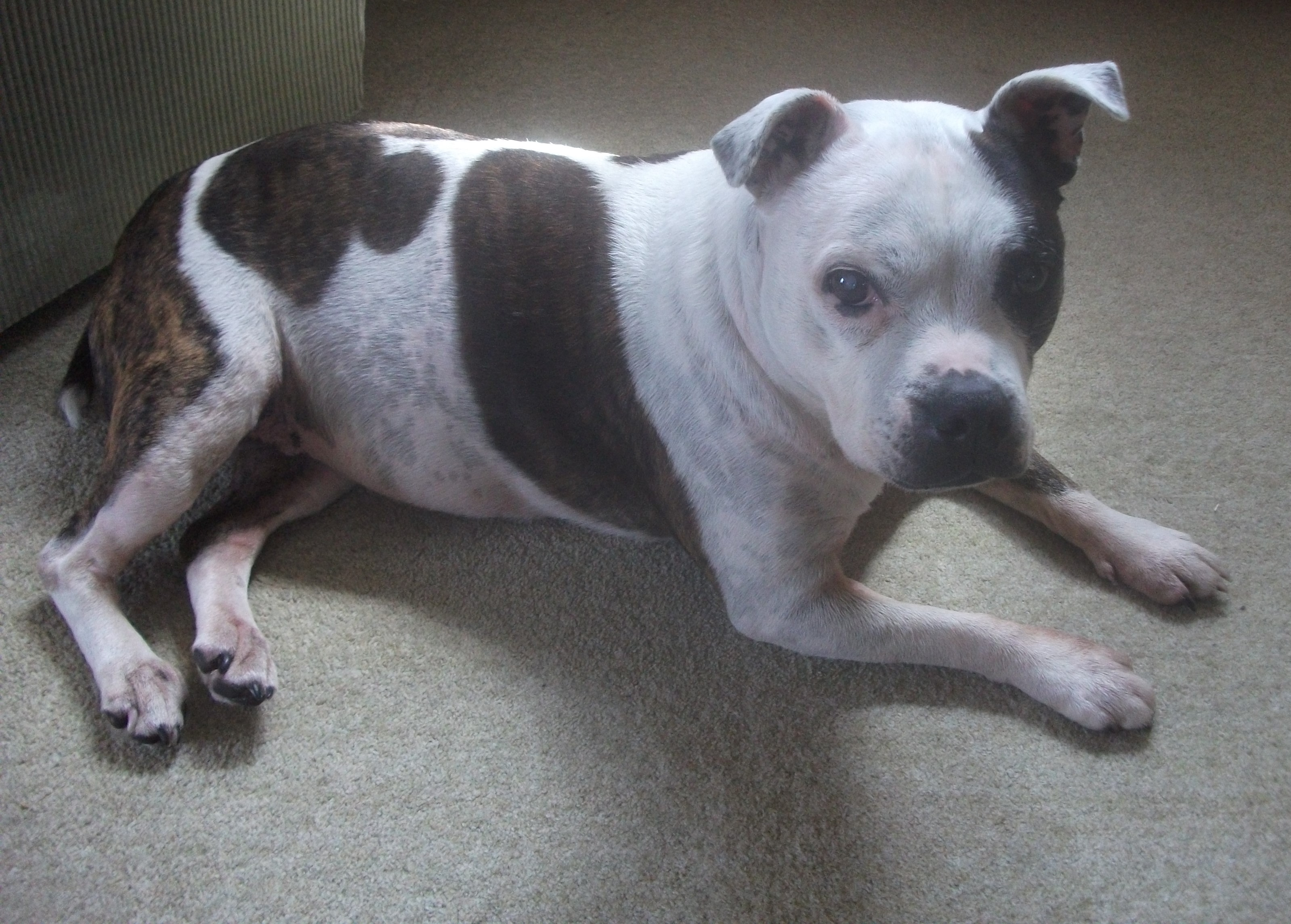
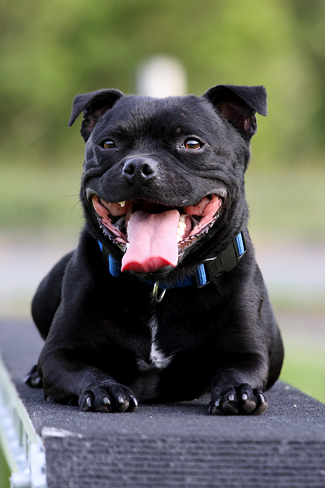
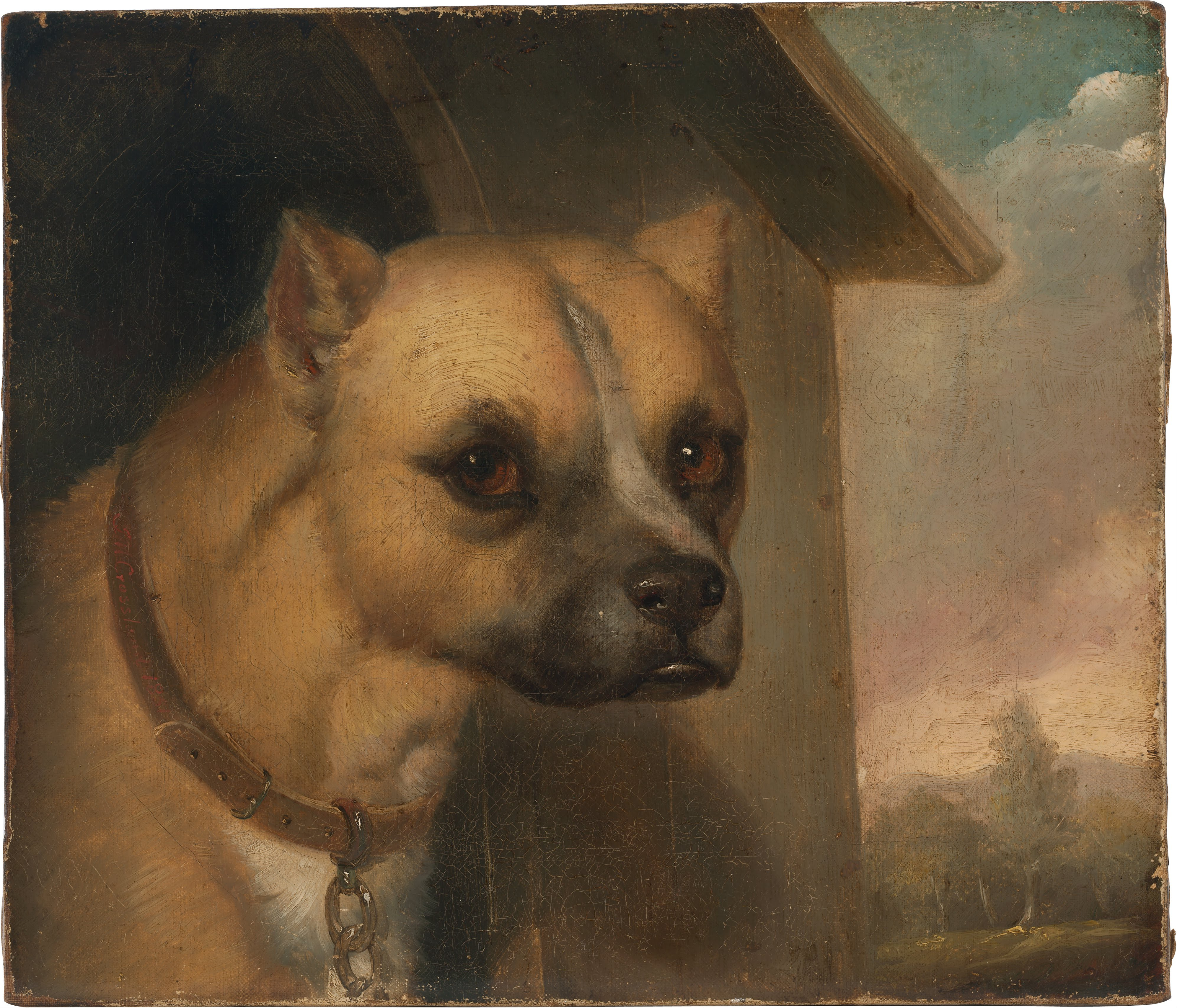
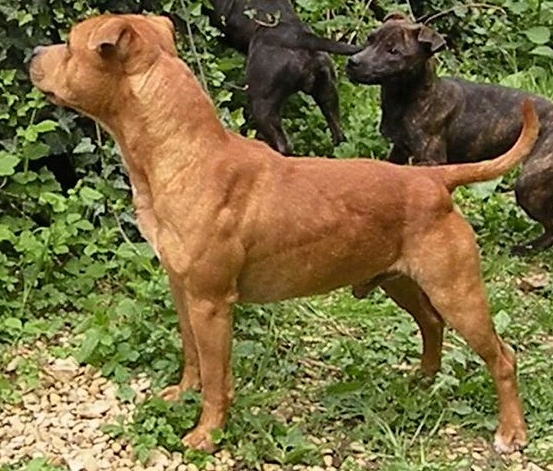
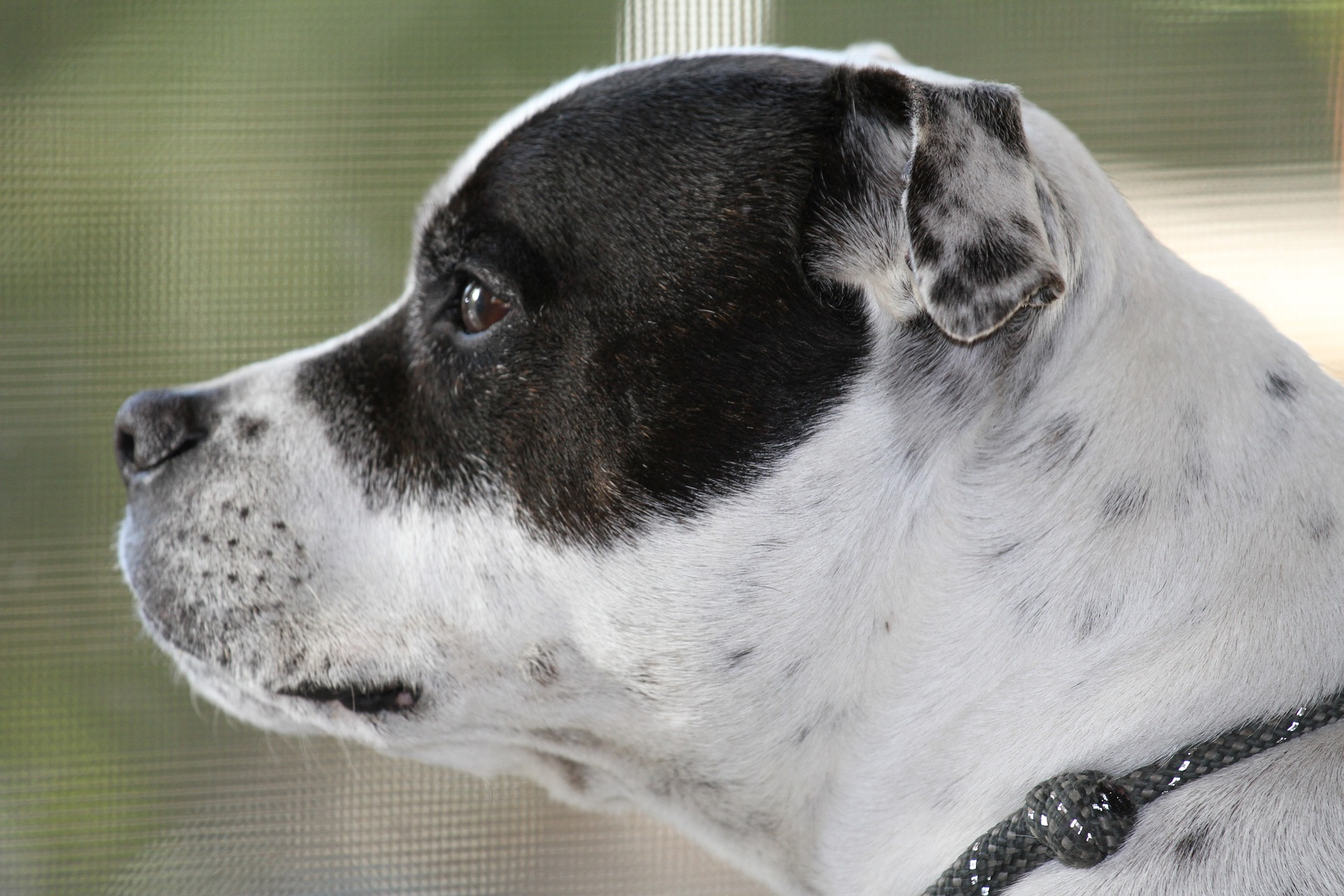
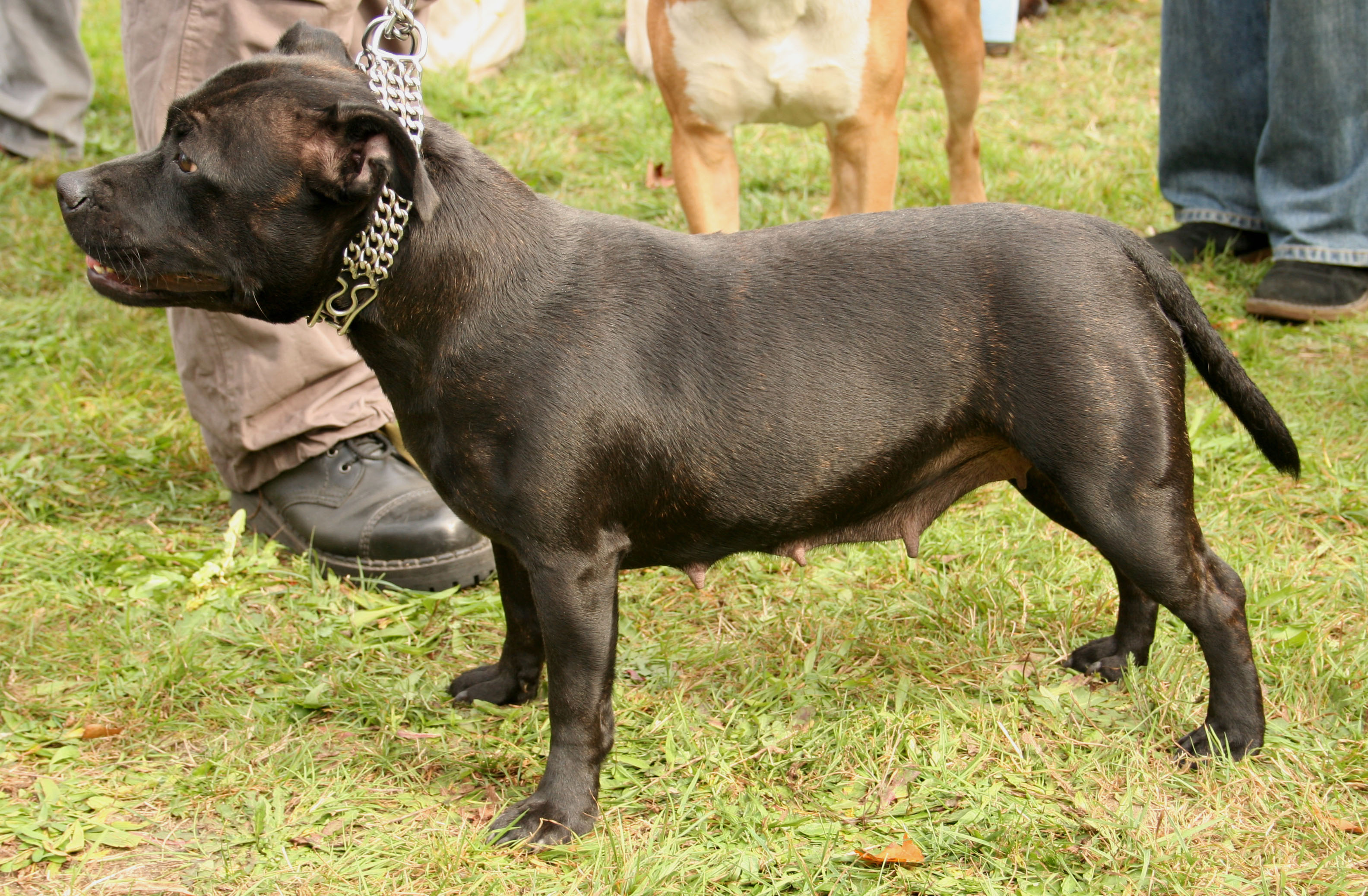